# كوفي وذ كاران
كوفي وذ كاران (بالإنجليزية: Koffee with Karan)‏ هو برنامج حواري هندي يقدمه صانع الأفلام والشخصية التلفزيونية كاران جوهر وتنتجها شركة دارماتيك إنترتينمنت، قسم المحتوى الرقمي لشركة إنتاج دارما للإنتاج التابعة لجوهر، وتم عرضه على إم بي سي بوليوود في رمضان.

## وصلات خارجية
- كوفي وذ كاران على موقع IMDb (الإنجليزية)
- كوفي وذ كاران على موقع ميتاكريتيك (الإنجليزية)
- كوفي وذ كاران على موقع كينوبويسك (الروسية)
- كوفي وذ كاران على موقع قاعدة بيانات الفيلم (الإنجليزية)